# Mohamed El Shenawy
Mohamed El Sayed Mohamed El Shenawy Gomaa (arabisch محمد الشناوي, DMG Muḥammad aš-Šināwī; * 18. Dezember 1988 in El Hamool) ist ein ägyptischer Fußballspieler, der als Torhüter für El Ahly Kairo und die ägyptische Fußballnationalmannschaft spielt.
Er begann seine Karriere als Jugendspieler bei El Ahly Kairo, wurde jedoch 2009 entlassen und wechselte zu Tala’ea El-Gaish SC. Er war für einige Zeit an Harras El Hodoud verliehen, bevor er 2013 zu Petrojet FC wechselte. Im Juli 2016 kehrte er zu El Ahly Kairo zurück. Nachdem er Sherif Ekramy verdrängt hatte, verhalf er dem Verein 2017 und 2018 die Egyptian Premier League, den ägyptischen Fußballpokal und den ägyptischen Superpokal zu gewinnen.
Er gab sein internationales Debüt für die ägyptische Nationalmannschaft im März 2018 in einem Freundschaftsspiel und wurde in den Kader für die Fußball-Weltmeisterschaft 2018 berufen, wo er in der Gruppenphase zwei Spiele spielte.

## Karriere

### Vereine
El Shenawy begann seine Karriere in den Jugendmannschaften bei seinem Heimatverein El Hamool, bevor er im Alter von 14 Jahren im Jahr 2002 zu El Ahly Kairo wechselte. Er schaffte es nicht sich in der ersten Mannschaft durchzusetzen, weshalb er vom Verein entlassen wurde. Nach seiner Entlassung wechselte er zum Ligakonkurrenten Tala’ea El-Gaish SC. Während seiner Zeit bei El-Gaish war El Shenawy auch als Leihgabe bei Harras El Hodoud.
El Shenawy wechselte 2013 zu Petrojet. In der Saison 2015/16 spielte er 22 Spiele, darunter elf Spiele ohne Gegentore, sieben Spiele davon waren hintereinander ohne Gegentor. Durch diese Form wurde sein Jugendverein El Ahly wieder auf ihn aufmerksam.
Er kehrte im Juli 2016 zu El Ahly zurück und setzte sich in der ersten Mannschaft gegen Sherif Ekramy durch, nachdem er im Januar 2018 in sieben Spielen fünf Mal ohne Gegentor gespielt hatte. In seinen ersten beiden Spielzeiten trug El Shenawy zu zwei Meisterschaften in der Egyptian Premier League bei.

### Nationalmannschaft
Ab 2013 erhielt er mehrere Einsätze bei der ägyptischen A-Nationalmannschaft, nachdem er sein Länderspiel-Debüt bei einer 2:1-Niederlage gegen Portugal gab.
Im Mai 2018 wurde er in Ägyptens vorläufigen Kader für die Fußball-Weltmeisterschaft 2018 in Russland berufen. Er spielte vor dem Turnier in Freundschaftsspielen gegen Kolumbien und Belgien und wurde in die Startelf im Spiel gegen Uruguay berufen. Er wurde zum Man-of-Match ernannt, nachdem er während der 1:0-Niederlage mehrere Paraden gemacht hatte. Nach dem Spiel lehnte er diese Auszeichnung jedoch ab, da Budweiser sie gesponsert hatte, und wurde deshalb nur mit der Auszeichnung fotografiert. Als Muslim ist es El Shenawy verboten, Alkohol zu trinken. Seine Teamkollegen versuchten ihn zu überreden die Auszeichnung anzunehmen, jedoch blieb er bei seiner Entscheidung. Der Verein schied jedoch nach der Gruppenphase aus dem Wettbewerb aus.

## Erfolge

### El Ahly Kairo
- Ägyptischer Meister: 2007/08, 2016/17, 2017/18, 2018/19, 2019/20
- Ägyptischer Pokalsieger: 2016/17, 2019/20
- Ägyptischer Superpokalsieger: 2017, 2018
- CAF Champions-League-Sieger: 2019/20
- FIFA-Klub-Weltmeisterschaft: Dritter Platz 2020
- CAF Super Cup Gewinner: 2021

### Ägypten
- WM-Teilnehmer: 2018